# St. Charles (Missouri)
St. Charles is een plaats (city) in de Amerikaanse staat Missouri, en valt bestuurlijk gezien onder St. Charles County.
Het is een van de twee oudste steden ten westen van de Mississippi. De stad werd in 1765 gesticht onder de naam Les Petites Côtes door Louis Blanchette, een Frans ontdekkingsreiziger die handel dreef in pelsen. Het was de laatste "geciviliseerde" halte van de expeditie van Meriwether Lewis en William Clark. Van 1821 tot 1826 was het de eerste hoofdstad van de staat Missouri. Hier is tevens het heiligdom gelegen van de H. Rose Duchesne (29 augustus 1769 - 18 november 1852), een Franse geestelijke die in Saint Charles overleed. De canonisatie van Duchesne werd op 3 juli 1988 verricht door Paus Johannes Paulus II.

## Demografie
Bij de volkstelling in 2000 werd het aantal inwoners vastgesteld op 60.321.

## Geografie
Volgens het United States Census Bureau beslaat de plaats een oppervlakte van
53,9 km², waarvan 52,7 km² land en 1,2 km² water.

## Plaatsen in de nabije omgeving
De onderstaande figuur toont nabijgelegen plaatsen in een straal van 16 km rond St. Charles.

## Geboren
- Robert Budd Dwyer (1939-1987), politicus
- Jeanne Shaheen (1947), senator voor New Hampshire
- Brad Davis (1981), voetballer
- DeAnna Price (1993), olympisch atlete